# Liste des ministres français du Numérique
Le gouvernement français peut avoir un ministre chargé du Numérique, qui traite les questions relatives au développement de l'économie numérique et à la transformation numérique des entreprises et de l’État et participe au traitement des questions relatives aux communications électroniques. 
Il peut s'agir d'un ministre délégué ou d'un secrétaire d'État. L'intitulé exact est fixé pour chaque nomination. Ce portefeuille est généralement dans le périmètre du ministre de l'Économie et des Finances.
La secrétaire d'État chargée de l'Intelligence artificielle et du Numérique est Clara Chappaz, depuis le 21 septembre 2024, succédant à Marina Ferrari. Elle devient par la suite ministre déléguée chargée de l'Intelligence artificielle et du Numérique le 23 décembre 2024.

## Historique
Avant l'apparition du premier ministère français chargé des Technologies de l'information en 1995, un grand nombre de ministres ont occupé le portefeuille des Technologies (voir la liste des ministres français de la Recherche et des Technologies) et des Télécommunications (voir la liste des ministres français des Postes et Télécommunications).
François Fillon est nommé ministre des Technologies de l'Information et des Postes en 1995 dans le premier gouvernement d'Alain Juppé. Son décret d'attribution précise qu'il : « définit et met en œuvre la politique gouvernementale en matière de développement de la société de l'information et de modernisation des technologies, des supports et des réseaux utilisés par les services de communication ». François Fillon conserve ces attributions dans le second gouvernement Juppé, même si l'expression « technologies de l'information » n'apparaît plus dans l'intitulé de son portefeuille.
En 1997, le gouvernement Jospin ne comporte pas de ministre explicitement chargé des technologies de l'information, de la société de l'information ou de l'économie numérique ; seuls sont prévus les portefeuilles traditionnels de ministre chargé des Télécommunications et de ministre chargé de la Communication (audiovisuelle).
De 2002 à 2004 apparaît un portefeuille de ministre chargé des Nouvelles Technologies dans le gouvernement Raffarin II, associé à celui de la recherche.
De 2004 à 2008, il n'y a plus de ministre des Technologies, et les ministres chargés de la Recherche se voient confier, dans le décret définissant leurs attributions, la mise en œuvre, « conjointement avec les autres ministres intéressés, [de] la politique du gouvernement en faveur de l’utilisation et de la diffusion des nouvelles technologies de l’information et de la communication,,,. »
C’est en 2008, lors d'un remaniement du gouvernement Fillon II, qu'apparaît explicitement un portefeuille voué à l'économie numérique : Éric Besson, déjà secrétaire d'État chargé de la Prospective et de l'Évaluation des politiques publiques auprès du Premier ministre, se voit confier en sus, le Développement de l'Économie numérique. Le décret d'attribution du ministre chargé de la recherche n’étant cependant pas retouché à cette occasion, le gouvernement français compte alors théoriquement à la fois un ministre chargé de l'économie numérique et un ministre chargé des nouvelles technologies de l'information et de la communication, en plus des ministres chargés des télécommunications et de la communication audiovisuelle.
Ce n'est qu'au moment de la formation du gouvernement Ayrault que les attributions du ministre de la Recherche sont modifiées pour préciser que celui-ci « participe » à l'élaboration et à la mise en œuvre de la politique du gouvernement en faveur de l'utilisation et de la diffusion des nouvelles technologies de l'information et de la communication et non plus « prépare » cette politique. En 2014, l'« administration numérique » entre dans le périmètre du ministre chargé de la Réforme de l'État.
En 2017, la transformation numérique de l'État est une nouvelle compétence du secrétaire d'État au Numérique, la direction interministérielle du numérique et du système d'information et de communication de l'État est placée sous l’autorité du ministre chargé du Numérique.
Il est renommé en secrétariat d'État chargé de l'Intelligence artificielle et du Numérique en 2024.

## Liste des ministres
| Ministre ou Secrétaire d'État                                                           | Ministre ou Secrétaire d'État          | Intitulé | Ministre de tutelle                                               | Ministre de tutelle                                                                           | Intitulé du ministre de tutelle                                                       | Gouvernement                 | Début                        | Fin                          |
| Présidence de Jacques Chirac                                                            | Présidence de Jacques Chirac           | Présidence de Jacques Chirac | Présidence de Jacques Chirac                                      | Présidence de Jacques Chirac                                                                  | Présidence de Jacques Chirac                                                          | Présidence de Jacques Chirac | Présidence de Jacques Chirac | Présidence de Jacques Chirac |
| --------------------------------------------------------------------------------------- | -------------------------------------- | --- | ----------------------------------------------------------------- | --------------------------------------------------------------------------------------------- | ------------------------------------------------------------------------------------- | ---------------------------- | ---------------------------- | ---------------------------- |
|                                                                                         | François Fillon                        | Ministre des Technologies de l'information et de la Poste                                                                        | Plein exercice                                                    | Plein exercice                                                                                | Plein exercice                                                                        | Juppé 1                      | 18 mai 1995                  | 6 novembre 1995              |
| Pas de titulaire entre le 6 novembre 1995 et le 17 juin 2002                            |                                        | |                                                                   |                                                                                               |                                                                                       |                              |                              |                              |
|                                                                                         | Claudie Haigneré                       | Ministre déléguée à la Recherche et aux Nouvelles technologies,                                                                  |                                                                   | Luc Ferry                                                                                     | Ministre de la Jeunesse, de l’Éducation nationale et de la Recherche                  | Raffarin 2                   | 17 juin 2002                 | 30 mars 2004                 |
| Pas de titulaire entre le 30 mars 2004 et le 18 mars 2008                               |                                        | |                                                                   |                                                                                               |                                                                                       |                              |                              |                              |
| Présidence de Nicolas Sarkozy                                                           |                                        | |                                                                   |                                                                                               |                                                                                       |                              |                              |                              |
|                                                                                         | Éric Besson                            | Secrétaire d'État chargé de la prospective, de l'évaluation des politiques publiques et du développement de l'économie numérique |                                                                   | François Fillon                                                                               | Premier ministre                                                                      | Fillon 2                     | 18 mars 2008                 | 15 janvier 2009              |
|                                                                                         | Nathalie Kosciusko-Morizet             | Secrétaire d'État chargée de la Prospective et du Développement de l'économie numérique                                          | 15 janvier 2009                                                   | François Fillon                                                                               | Premier ministre                                                                      | Fillon 2                     | 13 novembre 2010             |                              |
|                                                                                         | Éric Besson                            | Ministre chargé de l'Industrie, de l'Énergie et de l'Économie numérique                                                          |                                                                   | Christine Lagarde                                                                             | Ministre de l'Économie, des Finances et de l'Industrie                                | Fillon 3                     | 14 novembre 2010             | 29 juin 2011                 |
|                                                                                         | Éric Besson                            | Ministre chargé de l'Industrie, de l'Énergie et de l'Économie numérique                                                          | François Baroin                                                   | 29 juin 2011                                                                                  | Ministre de l'Économie, des Finances et de l'Industrie                                | Fillon 3                     | 10 mai 2012                  |                              |
| Présidence de François Hollande                                                         |                                        | |                                                                   |                                                                                               |                                                                                       |                              |                              |                              |
|                                                                                         | Fleur Pellerin                         | Ministre déléguée chargée des Petites et Moyennes entreprises, de l'Innovation et de l'Économie numérique                        |                                                                   | Arnaud Montebourg                                                                             | Ministre du Redressement productif                                                    | Ayrault 1 et 2               | 16 mai 2012                  | 31 mars 2014                 |
|                                                                                         | Axelle Lemaire                         | Secrétaire d'État chargée du Numérique                                                                                           | Ministre de l'Économie, du Redressement productif et du Numérique | Arnaud Montebourg                                                                             | Valls 1                                                                               | 9 avril 2014                 | 25 août 2014                 |                              |
|                                                                                         | Axelle Lemaire                         | Secrétaire d'État chargée du Numérique                                                                                           | Emmanuel Macron                                                   | Ministre de l'Économie, de l'Industrie et du Numérique                                        | Valls 2                                                                               | 26 août 2014                 | 30 août 2016                 |                              |
| Secrétaire d'État chargée du Numérique et de l'Innovation                               | Axelle Lemaire                         | | Michel Sapin                                                      | Ministre de l'Économie et des Finances                                                        | Valls 2                                                                               | 1er septembre 2016           | 6 décembre 2016              |                              |
| Secrétaire d'État chargée du Numérique et de l'Innovation                               | Axelle Lemaire                         | Cazeneuve | Michel Sapin                                                      | Ministre de l'Économie et des Finances                                                        | 6 décembre 2016                                                                       | 27 février 2017              |                              |                              |
|                                                                                         | Christophe Sirugue                     | Cazeneuve | Michel Sapin                                                      | Ministre de l'Économie et des Finances                                                        | Secrétaire d'État chargé de l'Industrie, du Numérique et de l'Innovation              | 27 février 2017              | 15 mai 2017                  |                              |
| Présidence d'Emmanuel Macron                                                            |                                        | |                                                                   |                                                                                               |                                                                                       |                              |                              |                              |
|                                                                                         | Mounir Mahjoubi                        | Secrétaire d'État chargé du Numérique                                                                                            |                                                                   | Édouard Philippe                                                                              | Premier ministre                                                                      | Philippe 1                   | 17 mai 2017                  | 21 juin 2017                 |
|                                                                                         | Mounir Mahjoubi                        | Secrétaire d'État chargé du Numérique                                                                                            | Philippe 2                                                        | Édouard Philippe                                                                              | Premier ministre                                                                      | 21 juin 2017                 | 16 octobre 2018              |                              |
|                                                                                         | Mounir Mahjoubi                        | Secrétaire d'État chargé du Numérique                                                                                            | Philippe 2                                                        | Bruno Le Maire et Gérald Darmanin                                                             | Ministre de l'Économie et des Finances et ministre de l'Action et des Comptes publics | 16 octobre 2018              | 27 mars 2019                 |                              |
|                                                                                         | Cédric O                               | Secrétaire d'État chargé du Numérique                                                                                            | Philippe 2                                                        | Bruno Le Maire et Gérald Darmanin                                                             | Ministre de l'Économie et des Finances et ministre de l'Action et des Comptes publics | 31 mars 2019                 | 6 juillet 2020               |                              |
| Secrétaire d'État chargé de la Transition numérique et des Communications électroniques | Cédric O                               | | Bruno Le Maire                                                    | Ministre de l'Économie, des Finances et de la Relance                                         | Castex                                                                                | 26 juillet 2020              | 20 mai 2022                  |                              |
| Secrétaire d'État chargé de la Transition numérique et des Communications électroniques | Cédric O                               | | Jacqueline Gourault                                               | Ministre de la Cohésion des territoires et des Relations avec les collectivités territoriales | Castex                                                                                | 26 juillet 2020              | 5 mars 2022                  |                              |
| Secrétaire d'État chargé de la Transition numérique et des Communications électroniques | Cédric O                               | | Joël Giraud                                                       | Ministre de la Cohésion des territoires et des Relations avec les collectivités territoriales | Castex                                                                                | 5 mars 2022                  | 20 mai 2022                  |                              |
| Aucun                                                                                   | Aucun                                  | Aucun |                                                                   | Bruno Le Maire                                                                                | Ministre de l’Économie, des Finances et de la Souveraineté industrielle et numérique  | Borne                        | 20 mai 2022                  | 4 juillet 2022               |
|                                                                                         | Jean-Noël Barrot                       | Ministre délégué chargé de la Transition numérique et des Télécommunications                                                     | 4 juillet 2022                                                    | Bruno Le Maire                                                                                | Ministre de l’Économie, des Finances et de la Souveraineté industrielle et numérique  | Borne                        | 20 juillet 2023              |                              |
| Ministre délégué chargé du Numérique                                                    | Jean-Noël Barrot                       | 20 juillet 2023 | 11 janvier 2024                                                   | Bruno Le Maire                                                                                | Ministre de l’Économie, des Finances et de la Souveraineté industrielle et numérique  | Borne                        |                              |                              |
| Marina Ferrari                                                                          | Secrétaire d'État chargée du Numérique | Attal | 8 février 2024                                                    | Bruno Le Maire                                                                                | Ministre de l’Économie, des Finances et de la Souveraineté industrielle et numérique  | 21 septembre 2024            |                              |                              |
|                                                                                         | Clara Chappaz                          | Secrétaire d'État chargée de l'Intelligence artificielle et du Numérique                                                         |                                                                   | Patrick Hetzel                                                                                | Ministre de l'Enseignement supérieur et de la Recherche                               | Barnier                      | 21 septembre 2024            | 23 décembre 2024             |
| Ministre déléguée chargée de l'Intelligence artificielle et du Numérique                | Clara Chappaz                          | | Éric Lombard                                                      | Ministre de l'Économie, des Finances et de la Souveraineté industrielle et numérique          | Bayrou                                                                                | 23 décembre 2024             | En cours                     |                              |

## Sources
- « Toutes les personnalités ayant occupé le poste de la Catégorie Numérique », Base de données historiques des gouvernements et Présidents des assemblées parlementaires (Régimes politiques français depuis 1789), Assemblée nationale (consulté le 6 juin 2017)